# Hospital de Galmi
El Hospital de Galmi o bien el  Hospital de la SIM (en francés: Hôpital de la SIM - Galmi) es un hospital administrado por la misión SIM (Serving in Mission; sirviendo en Misión) en el pueblo de Galmi, en el país africano de Níger. El Hospital de Galmi es atendido por varios médicos y enfermeras de todo el mundo, así como personal médico local. Los pacientes viajan desde pueblos de los alrededores y de otros países para recibir atención médica. El hospital también cuenta con una clínica de trabajo del SIDA, así como para la rehabilitación nutricional.